# Minor Threat
Minor Threat — американський хардкор-панк-гурт, заснований у 1980 році у Вашингтоні, округ Колумбія, вокалістом Айаном Маккеєм і барабанщиком Джеффом Нельсоном. Маккей і Нельсон разом грали в кількох інших гуртах і залучили басиста Браяна Бейкера та гітариста Лайла Преслара, щоб створити Minor Threat. У 1982 році вони додали п'ятого учасника, Стіва Гансгена, який грав на бас-гітарі, а Бейкер перейшов на другу гітару.
Гурт проіснував відносно недовго, розпавшись лише через три роки після заснування, але значно вплинув на панк-сцену, як стилістично, так і у впровадженні культури «зроби сам» у сфері розповсюдження музики та концертного просування. Пісня «Straight Edge» гурту Minor Threat стала основою стрейт-едж руху, який наголошував на способі життя без алкоголю чи інших наркотиків або безладному сексі. Ресурс AllMusic описує музику Minor Threat як «знакову» і зазначає, що їхня новаторська музика «тримається краще, ніж [музика] більшості їхніх сучасників».
Разом із вашингтонським хардкор-гуртом Bad Brains і каліфорнійським гуртом Black Flag, Minor Threat встановили стандарт для багатьох хардкор-панк-гуртів у 1980-х і 1990-х роках. Усі записи Minor Threat були випущені на власному лейблі Маккея та Нельсона, Dischord Records. Мініальбом «Minor Threat» і їхній єдиний повноформатний студійний альбом «Out of Step» отримали низку похвал і вважаються поворотними моментами жанру хардкор-панк.

## Дискографія

### Оригінальний матеріал
- Minor Threat (мініальбом, 1981)
- In My Eyes (мініальбом, 1981)
- Out of Step (студійний альбом, 1983)
- Salad Days (мініальбом, 1985)